# Sericostoma romanicum
Sericostoma romanicum là một loài Trichoptera trong họ Sericostomatidae. Chúng phân bố ở miền Cổ bắc.